# Power Plate
 (août 2008).
 (août 2008).
Power Plate est une marque d'appareils musculaires.